# 栃木郵便局
栃木郵便局（とちぎゆうびんきょく）は栃木県栃木市にある郵便局。民営化前の分類では集配普通郵便局であった。

## 概要
住所：〒328-8799 栃木県栃木市平柳町1-20-1

### 分室
分室はなし。過去に存在した分室は以下のとおり。
- 保険分室 - 1953年（昭和28年）に廃止。

## 沿革
- 1872年8月4日（明治5年7月1日） - 栃木郵便取扱所として開設[1]。
- 1873年（明治6年）4月1日 - 栃木郵便役所となる。
- 1875年（明治8年）1月1日 - 栃木郵便局（二等）となる[2]。翌日より為替取扱を開始。
- 1878年（明治11年） - 貯金取扱を開始。
- 1889年（明治22年）10月16日 - 栃木郵便電信局となる。
- 1903年（明治36年）4月1日 - 通信官署官制の施行に伴い栃木郵便局となる。
- 1953年（昭和28年）12月19日 - 栃木市大字栃木から同市万町に移転。同日、保険分室を廃止[3]。
- 1956年（昭和31年）11月1日 - 電話通話および和文電報受付事務の取扱を開始。
- 1986年（昭和61年）11月25日 - 万町から現在地に移転する。
- 1989年（平成元年）9月25日 - 合戦場郵便局から集配業務の一部[4] を移管。
- 1998年（平成10年）9月1日 - 外国通貨の両替および旅行小切手の売買に関する業務取扱を開始。
- 2007年（平成19年）10月1日 - 民営化に伴い、併設された郵便事業栃木支店に一部業務を移管。
- 2012年（平成24年）10月1日 - 日本郵便株式会社発足に伴い、郵便事業栃木支店を栃木郵便局に統合。

## 取扱内容
- 郵便、印紙、ゆうパック、内容証明
- 貯金、為替、振替、振込、国際送金、外貨両替・トラベラーズチェック、国債、投資信託
- 生命保険、バイク自賠責保険、自動車保険、がん保険、引受条件緩和型医療保険
- ゆうちょ銀行ATM
- 「328-00xx」区域（栃木市（合併以前からの栃木市域の一部））の集配業務
- ゆうゆう窓口

## 周辺
- 東武新栃木駅
- 栃木市消防本部・栃木市消防署
- ヤオハン本部

## アクセス
- 東武日光線・宇都宮線 新栃木駅から徒歩約1分
- ふれあいバス 新栃木駅停留所下車
- 東北自動車道 栃木ICから南東へ約3.5 km
- 駐車場あり：13台